# Eusebio Díaz González
Eusebio Díaz González (Salamanca, 5 de març de 1878 - Barcelona, 1 de gener de 1968) fou rector de la Universitat de Barcelona i magistrat suplent de l'Audiència de Barcelona.

## Biografia
Eusebio Díaz González va néixer a Salamanca el 5 de març de 1878.
Catedràtic de Dret Romà a la Universitat de Barcelona, va ser nomenat rector d'aquesta universitat (1927) pel dictador Primo de Rivera, en un intent de controlar la 
universitat en una època de turbulències. En el seu mandat es publicà la Reseña histórica y guía descriptiva de la 
Universidad, d'Antonio de la Torre.
Dimití del càrrec (1930) i va ser nomenat Doctor 
honorari per la Universitat de Barcelona el mateix any.
Més tard treballà com a Magistrat suplent de l'Audiència de Barcelona. Va morir a Barcelona el dia 1 de gener 1968. Casat amb Àngela Morera Ferrer era pare de Eusebi Díaz Morera i avi de Eusebio Díaz-Morera Puig-Sureda.

## Publicacions
- Díaz Eusebio. La Crisis agraria en Castilla . [Barcelona] : Centro Agrícola del Panadés, [1912?]. Disponible a: Catàleg de les biblioteques de la UB
- Rubió i LLuch, Antoni. Discurso que en la sesión conmemorativa del IV Centenario del nacimiento de Fray Luis de León, celebrada el 2 de mayo de 1928 / leyó Antonio Rubió y Lluch ; palabras del Rector Eusebio Díaz. Barcelona : Núñez y C.ª, 1928. Disponible a:Catàleg de les biblioteques de la UB
- Díaz, Eusebio. Instituciones de derecho romano . Salamanca : Imprenta de Calatrava, 1910-. Disponible a: Catàleg de les biblioteques de la UB
- Díaz, Eusebio. Misión social de la universidad . Barcelona : Universidad de Barcelona, 1944. Disponible a: Catàleg de les biblioteques de la UB
- Díaz, Eusebio. Misión social y política del Partido Conservador en España y especialmente en Barcelona : [discurso pronunciado y tomado taquigráficamente, en el Círculo Conservador de Madrid, el 11 de Febrero de 1911]. [Barcelona : Juventud Conservadora de Barcelona, 1911]. Disponible a Catàleg de les biblioteques de la UB
- Díaz, Eusebio.  Necesidad y utilidad social de la Propriedad Urbana . [S.l. : s.n., 1925?] (Barcelona : Tall. gráf. Núñez y Ca.). Disponible a:Catàleg de les biblioteques de la UB
- Díaz, Eusebio.  Necesité et utilité sociale de la proprieté urbaine . [S.l. : s.n., 1925?] (Barcelona : Tall. gráf. Núñez y Ca.). Disponible a: Catàleg de les biblioteques de la UB
- Díaz, Eusebio. Programa de instituciones de derecho romano. Barcelona: Nuñez y Cia, [194-?]. Disponible a:Catàleg de les biblioteques de la UB
- Díaz, Eusebio. Misión social de la universidad : discurso inaugural del año académico 1944-45 leído en la Universidad de Barcelona. Madrid: Alfa, Ediciones de los Estudiantes Españoles, 1945. Disponible a:Catàleg de la Biblioteca de Catalunya[Enllaç no actiu]